# コウノメソッド
コウノメソッド（英: Kono method）とは認知症を治療する対症療法のこと。河野和彦（医学博士、認知症専門医）によって提唱された認知症の診断と治療体系で、認知症のBPSD（Behavioral and Psychological Symptoms of Dementia）を、陽性症状、陰性症状、および中間症に分類し、それぞれに最も適した薬剤を極力少ない副作用で処方する治療プロトコルである。
コウノメソッドは、陽性症状の強い認知症でも家庭介護が続けられるように処方することを最優先として一般公開された薬物療法マニュアルに集約されており、そのコンセプトは以下のとおりである。
1. （家庭天秤法）薬の副作用を出さないために介護者が薬を加減すること
2. （介護者保護主義）患者と介護者の一方しか救えないときは介護者を救うこと
3. （サプリメントの活用）薬剤と同等、あるいはそれ以上に効果がある（と河野が主張する）サプリメントも併用する

## 家庭天秤法
認知症患者に処方される薬を、興奮系薬剤と抑制系薬剤に大別している。興奮系薬剤とは、陰証の認知症に対して用いる脳代謝改善薬の総称。使用法を誤ると介護しにくくなる薬剤群でもある。
一方、抑制系薬剤は、精神科で処方されるほとんどの向精神薬の総称。陽証の認知症に用いて介護を楽にするのが目的。用量が多すぎると過鎮静（意識障害、傾眠など）になって患者の活力を奪うため、家庭天秤法によって調整することが重要とされる。
認知症の陽性症状には抑制系薬剤、認知症の陰性症状には興奮傾薬剤を副作用を生じさせない量で処方する。その処方量は必ずしも医師が決められるものではなく、介護者が認知症患者（家族）の日常の様子を見ながら適宜調整する。コウノメソッドで使用する代表的な薬剤を以下に示す。
抑制系薬剤
- グラマリール（チアプリド）
- 抑肝散
- ウィンタミン（クロルプロマジン）
- セロクエル（クエチアピン）
- セレネース（ハロペリドール）
- セルシン（ジアゼパム）

興奮系薬剤
- サアミオン（ニセルゴリン）
- シンメトレル（アマンタジン）

中核薬
- アリセプト（ドネペジル）：興奮系
- レミニール（ガランタミン）：弱興奮系
- リバスタッチパッチ/イクセロンパッチ（リバスチグミン）：弱興奮系
- メマリー（メマンチン）：弱抑制系

## 介護者優先主義
コウノメソッドでは、まずは介護者に寄り添いながら、誰もが楽になる薬物治療をする。患者と介護者のどちらかしか救えない時は、介護者を救う（記憶力を高めることより、穏やかにさせる薬を優先させる）。生化学や薬理学、病理学から得られた知見や発想を、患者や介護者の存在を無視してそのまま押しつけたものではなく、介護現場を意識した処方体系にある。

## サプリメントの活用
コウノメソッドではサプリメント（健康補助食品）も活用する。治療に医薬品以外を併用するが、これは医師の職業倫理指針（日本医師会）に反することではないと主張している。同指針では患者に対する責務として「医薬品・医療器具以外で、食品や日常生活上の用具など、人々の健康の増進や生活の便宜に役立つ物やサービスを推薦することは、健康に関する専門家たる医師の社会的役割の1つであって、広く認められるべきである」としているが、一方「医療施設のなかで患者の療養に必要な物品を販売することは許されるが、それらはあくまでも患者の便宜上有用なものに限られる」「さらに、医師や医療機関の経営者は、そのような商品やサービスの提供によって利益を目論むことは慎むべきである」「医師は医療機関の外にあっても、その地位を利用して科学的根拠のない健康に関する商品の販売に加担すべきでない」とされている。また「原則として医師は科学的根拠をもった医療を提供すべきであり、科学的根拠に乏しい医療を行うことには慎重でなければならないし、たとえ行う場合でも根拠が不十分であることを患者に十分に説明し、同意を得たうえで実施すべきである」ともしている。コウノメソッドにおける主要なサプリメント成分は、フェルラ酸・ガーデンアンゼリカと、ルンブロキナーゼ（赤ミミズ酵素）を含みNO産生作用等が認められる赤ミミズ乾燥粉末である。これらは薬剤同等の作用を有するとされることから医療機関より紹介・販売されるサプリメントとなっている。
フェルラ酸（米ぬか由来）
フェルラ酸は植物由来のポリフェノールの一種で強い抗酸化作用があり、細胞の老化を防ぐ作用があるとされる。
ルンブロキナーゼ （食用赤ミミズ由来）
ルンブルクスルベルス種（食用赤ミミズ）などに含まれるたんぱく質分解酵素。動脈硬化改善などが期待される赤ミミズ乾燥粉末含有成分。
2016年、河野医師は自社サプリメント販売における競合他社への誹謗行為で厚生労働省から3ヶ月の医業停止処分を受けている。

## 診断と治療
認知症の診断基準は各種の認知症毎にいくつか提唱されているが、難解であることもあり臨床現場では不向きな面もあることから、コウノメソッドではアルツハイマースコア、レビースコア、ピックスコアと称する簡易的診断ツールが考案された。画像診断全盛の時代ではあるが、認知症の診断を画像に頼ることなく臨床症状から診断できるようになっており、画像診断装置を持たない開業医でも診断をつけ易いようにシステム化されている。なお、コウノメソッドでは画像診断はあくまで補助的に用いるものであって、画像に振り回されることのないように提唱している。
認知症を「意識障害系」、「歩行障害系」、「元気系」というようにコウノメソッド独自の分類をして、各々に適した処方体系としてシステム化されている。中核症状に対する抗認知症薬の処方の他に、周辺症状への処方についてもきめ細かく配慮されている。
例えば、認知症の周辺症状としてのうつ状態を治療する場合には、初めに抗うつ薬を処方しないことを鉄則としている。三環系と四環系の抗うつ薬には作用の二面性があり、うつ病患者には興奮系作用がある一方で、認知症患者には抑制系作用がある。この特性を利用して、抗うつ薬を利用して認知症患者の興奮を抑えることができる。このようなことに気付くまでに20年余りかかった治療経験を基に得られた方法も示している。なお、SSRIは興奮系として作用する。

## コウノメソッドの実際
進行する神経変性性疾患を病理的に治療することではなく、専ら認知症の周辺症状を抑える対症療法であることから、病理学的完治ではなく臨床的完治または寛解をもって「認知症は治せる」と主張する。コウノメソッドで推奨する向精神薬の多くがBPSDに有効であることが、プラセボ群との比較対象試験の結果に基づくエビデンスとして認められていることは多くない。ひとつには、認知症高齢者を対象とする臨床データを採りにくい現実的側面があるからである。また、認知症のBPSDへの対応としては、非薬物療法を第一とすることが一般に推奨されている。
抗認知症薬として上市されたドネペジル（1999年）、ガランタミン、リバスチグミン、メマンチン（2011年）は何れも用法用量規定により規定量まで増量することになっている。これらの抗認知症薬には興奮作用があり、BPSDを憎悪させることが報告されている。
コウノメソッドで推奨する薬剤のすべてが河野によって見出された訳ではない。前頭側頭型認知症のBPSDにクロルプロマジンが有効であることは精神科医による助言による。レビー小体型認知症の幻覚･妄想に抑肝散が有効であることは荒井（東北大学）の報告による。歩行障害を有する認知症で用いるグルタチオン点滴療法は柳澤厚生（元杏林大学教授）による。いずれの薬剤も認知症患者の症状を診て、副作用を生じさせないことを最優先に各々の認知症症状に最適な用法用量を決めるテーラーメイド処方であるが、その処方量を医師が一律に決めるのではなく、認知症患者家族が様子を見て調整することに有用性があるとして河野が臨床経験から最適な処方量を導き出した。患者と介護者の一方しか救えないときは介護者を救う（介護者保護主義）としているが、コウノメソッドでは介護者との治療連携を重視している。そのためDBC（Dementia balance check）シートを考案し、主治医と介護者が双方で情報提供して治療効果を確認しやすいようにした。このDBCシートは尾道市医師会で多角的に活用されている。
2007年、それまでに纏め上げた一連の診断と処方は「コウノメソッド」と命名してインターネットで公開された。命名においては、医師として責任を持つとの姿勢から自分の名を冠した。
また同時に、コウノメソッドに準拠した治療をする医師を募るため「コウノメソッド実践医」という制度を設けた。その第1号は岩田明（開業医、脳神経外科医）である。岩田は認知症専門外来と認知症専門往診を連携させた日本初の試みを始め、クリニック開業5年で認知症初診者数約3,200名を記録した。さらに「ドクターイワタの認知症ブログ」において症例報告も行っている。コウノメソッド実践医は全国で約100名が登録され（2022年2月現在）、実践医はコウノメソッドに準拠した認知症治療を行っており、その治療方法に賛同する医師の数は年々増加している。
ドネペジル（1999年）、ガランタミン、リパスチグミン、メマンチン（2011年）が抗認知症薬（中核症状薬）として上市されたが、認知症の根治薬は現在のところ存在しない。これらの抗認知症薬にはいずれも興奮作用があるため、認知症患者の病型と症状に合わせた適量の抗認知症薬の処方、並びに少量の向精神薬の併用が必要な場合もあると河野は指摘する。薬剤への感受性が強い高齢者においては、このような配慮を欠く治療が全国的に多く存在する。また、確立された治療手法もなく、認知症診療に積極的ではない（あるいは、不慣れな）医師も多いことから、認知症患者と介護者が被る、いわば薬害とも言える実態についてのレポートもある。典型的事例では、用法用量規定通りの抗認知症薬の処方や向精神薬の不適切な投与で症状が悪化した認知症患者が、コウノメソッド実践医による治療の変更で穏やかに生活できるようになった実例などがレポートされている。
上述の現状、並びに認知症診療に携わる医師の数は不足しているのが実情であり、今まで認知症を専門にしていなかった医師にも積極的に認知症を診る必要に迫られていることから、堀智勝（脳神経外科医、元東京女子医科大学主任教授）を代表とする認知症の治療に特化した認知症治療研究会（2014年設立）を立ち上げたが、そのベースとなっているのはコウノメソッドである。
長尾和宏医師は2015年12月に『認知症の薬をやめると認知症がよくなる人がいるって本当ですか?：僕が「コウノメソッド」で変わった理由』（現代書林）を東田勉との共著で出版している。